# Hormathia lacunifera
Hormathia lacunifera är en havsanemonart som först beskrevs av Stephenson 1918.  Hormathia lacunifera ingår i släktet Hormathia och familjen Hormathiidae. Inga underarter finns listade i Catalogue of Life.